# Parvimolge townsendi
Parvimolge townsendi là một kỳ giông thuộc họ Plethodontidae. Chúng là đại diện duy nhất của chi Parvimolge và là loài đặc hữu của México. Môi trường sống tự nhiên của chúng là rừng ẩm vùng đất thấp nhiệt đới hoặc cận nhiệt đới, vùng núi ẩm nhiệt đới hoặc cận nhiệt đới, và các đồn điền. Chúng hiện đang bị đe dọa hoặc tuyệt chủng vì mất môi trường sống.